# Sonic Forces
Sonic Forces (jap.: ソニックフォース, Hepburn: Sonikku Fōsu) ist ein 2D- und 3D-Jump-’n’-Run-Videospiel, das von Sonic Team entwickelt und von Sega im November 2017 für PlayStation 4, Xbox One, Nintendo Switch und Microsoft Windows veröffentlicht wurde.
Das Spiel führt die beiden Gameplaystränge des klassischen 2D-Gameplays mit Classic Sonic und des actionreicheren 3D-Gameplays mit Modern Sonic wie in Sonic Generations (2011) fort und ergänzt sie durch einen dritten Charakter mit einem Gameplay, welches dem aus Sonic Boom: Lyrics Aufstieg (2014) ähnelt, ausgeführt von einem Avatar, der mit einem Charakter-Editor selbst zusammengestellt wird.
Sonic Forces wurde anlässlich des 25-jährigen Jubiläums zusammen mit Sonic Mania am 22. Juli 2016 auf der Comic-Con 2016 erstmals vorgestellt und auch die Geschichte des Spiels ist wegen des Phantoms Ruby mit Sonic Mania verknüpft.
Es ist der Nachfolger von Sonic Lost World (2013) und der Vorgänger von Sonic Frontiers (2022).

## Handlung
Dr. Eggman verfolgt immer ernster und vehementer sein Ziel, die Welt zu erobern. Als Sonic einem Hilferuf von Tails nachgeht, steht er neben Dr. Eggman direkt vier seiner ärgsten Widersacher der letzten Jahre gegenüber: Metal Sonic (Sonic the Hedgehog CD, Sonic Heroes), Chaos (Sonic Adventure), Shadow (Sonic Adventure 2) und Zavok (Sonic Lost World) nehmen gemeinsam den Kampf gegen Sonic auf. Hinzu kommt ein neuer, offensichtlich mächtiger Gegner, der sich selbst Infinite nennt. Sonic kann es nicht lange mit allen Gegnern gleichzeitig aufnehmen und wird vor Tails’ Augen besiegt.
In den Folgemonaten erobert Dr. Eggman fast die komplette Welt. Nur eine kleine Truppe an Rebellen, bestehend aus Knuckles, Amy, Rouge, Silver, Espio, Charmy und Vector, leistet noch Widerstand. Der Avatar, den der Spieler via Charakter-Editor selbst erstellt, kommt nun als Rekrut zu diesen Rebellen hinzu. Tails gehört nicht zu den Rebellen, da er versucht, den totgeglaubten Sonic zu finden, doch stattdessen entdeckt er den defekten E-123 Omega. Als Tails angegriffen wird, wird er von einem anderen Sonic gerettet: Dem „Sonic aus einer anderen Dimension“ aka Classic Sonic, der in diesem Moment vom Wurmloch des Finales von Sonic Mania an diesen Ort zu dieser Zeit gelangte. Tails, der Classic Sonic noch von Sonic Generations kennt, verbündet sich mit ihm.
Rouge hat herausgefunden, dass Dr. Eggman an Bord eines neuen Death Egg Sonic gefangen hält. Knuckles schickt den Rekrut zur Rettungsmission, doch Sonic gelingt währenddessen selbst die Flucht, indem er seinen Bewacher Zavok besiegt. Sonic schließt sich der Rebellion an, die es schafft, immer mehr Areale des Planeten von Dr. Eggmans Schreckensherrschaft zurückzuerobern. Er begegnet Silver, der gerade im Duell gegen Infinite unterliegt und kämpft selbst gegen ihn. Im 1-gegen-1 scheint Sonic zu gewinnen, bis Infinite die Macht des Phantom Ruby nutzt, um zu entkommen. Infinite trifft sich anschließend mit Dr. Eggman und die beiden werden von Tails und Classic Sonic belauscht. Dabei hört Tails von Infinite, dass dieser nun alle Prototypen des Phantom Ruby zerstört habe und dass nur er in der Lage sei, den Phantom Ruby zu kontrollieren. Nachdem Infinite wieder verschwindet, wird Dr. Eggman von Classic Sonic attackiert. Dr. Eggman verkündet, dass sein Plan in drei Tagen alle Rebellen restlos auslöschen wird.
Später finden alle Rebellen in ihrer Basis zusammen. Der Rekrut, der einen Prototyp des Phantom Ruby entdeckt und bei sich behält, lernt alle Mitglieder kennen, Tails freut sich über ein Wiedersehen mit „seinem“ Sonic und auch beide Sonics treffen wieder aufeinander. Als Sonic vermeintlich in einen Kampf mit Shadow verwickelt wird, taucht der echte Shadow auf und besiegt seine Kopie. Allen wird klar, dass Infinite die Macht des Phantom Ruby nutzt, um Kopien von Metal Sonic, Chaos, Shadow und Zavok zu erschaffen. Bei Knuckles’ „Operation Große Welle“ kommt es zum Kampf zwischen dem Rekrut und Infinite. Überraschend zeigt sich, dass der Rekrut den Kräften des Phantom Ruby, wenn auch zufällig, entgehen kann. Tails bringt in Erfahrung, dass der Phantom Ruby große Mengen an Energie benötigt, welche laut ihm nur vom Death Egg stammen können. Die Rebellen schaffen es in mehreren heiklen Missionen, das Death Egg zu zerstören, doch Dr. Eggman hatte vorsorglich an eine Ersatzenergiequelle gedacht und schickt Sonic sowie den Rekrut kurzzeitig in den sogenannten Nullraum, aus dem sie aber schnell wieder entkommen. Den Rebellen läuft nun die Zeit davon und es kommt zum Krieg zwischen den Rebellen und einer Armee von Metal Sonic-, Chaos-, Shadow- und Zavok-Kopien, bei dem sie überraschend Unterstützung von E-123 Omega erhalten. Nachdem die Rebellen siegen, schicken Dr. Eggman und Infinite ihnen mit der Macht des Phantom Ruby eine künstliche Sonne buchstäblich vom Himmel und wollen diese Sonne mit dem Planeten kollidieren lassen. Der Rekrut schafft es mit seinem Phantom-Ruby-Prototypen, diese Sonne wieder verschwinden zu lassen, auch wenn der letzte Phantom-Ruby-Prototyp dabei auch zerstört wird.
Es kommt zum Kampf von Sonic und dem Rekrut gegen Infinite, bei dem Infinite ein für alle Mal besiegt wird. Doch Dr. Eggman entreißt ihm den Phantom Ruby rechtzeitig und setzt ihn in einen neueren Death Egg-Roboter ein. Dieser wird mit dem Team von beiden Sonics und dem Rekrut geschlagen. Mit der Niederlage Dr. Eggmans wird der Phantom Ruby endgültig vernichtet und sämtliche Kopien verschwinden. Aber die Helden müssen auch Abschied von Classic Sonic nehmen, welcher kurz darauf wieder in seine Dimension zurückgeschickt wird (seine Geschichte wird dann nahtlos in der Animationsserie Sonic Mania Adventures fortgesetzt). Die Rebellen lösen den Widerstand auf, wollen aber beim Wiederaufbau der Welt helfen. Sonic und der Rekrut jedoch gehen jeweils ihre eigenen Wege.
Das DLC namens Episode Shadow erzählt eine Vorgeschichte, in der Shadow bereits gegen Infinite kämpfte und mit Leichtigkeit gewann, da dieser noch seine ursprüngliche Gestalt besaß und als ein Söldner von Dr. Eggman engagiert war. Während Shadow ihn schnell vergaß, schwörte Infinite auf Rache, wurde stärker mit Hilfe seiner Maske und weil ihm Dr. Eggman den Phantom Ruby zur Verfügung stellte. Infinite war es auch, der E-123 Omega beschädigte und er eilte von einem Gespräch mit Shadow direkt zu Sonic, wodurch die Ereignisse in Sonic Forces ihren Lauf nahmen.

## Gameplay
In Sonic Forces übernimmt der Spieler die Kontrolle über den blauen Igel Sonic und einen via Charakter-Editor selbsterstellten Avatar wahlweise in zweidimensionalen oder dreidimensionalen Jump-’n’-Run-Welten. Bei Berührung können die goldenen Ringe eingesammelt werden; Nimmt die Spielfigur Schaden, verliert sie die Ringe. Nimmt sie Schaden, ohne Ringe zu besitzen, fällt in einen tödlichen Abgrund, wird zerquetscht oder ertrinkt, verliert sie ein Extraleben. In den Itemboxen in Form von Monitoren, die nur beim Classic-Sonic-Gameplay auftreten, können 10 Ringe, ein Schutzschild, vorübergehende erhöhte Geschwindigkeit oder vorübergehende Unverwundbarkeit enthalten sein. Checkpoints in Form von Laternen markieren bei einem Lebensverlust den Rücksetzpunkt.
Die zweidimensionalen Level mit Classic Sonic steuern sich vergleichbar mit den ersten Spielen auf dem Sega Mega Drive. In springender oder rollender Form, Spin Attack genannt, kann Sonic Gegner besiegen oder Itemboxen in Form von Monitoren öffnen. Wenn man mit dem Steuerkreuz nach unten Classic Sonic ducken lässt und dann die Sprungtaste betätigt und loslässt, kann Classic Sonic mit dem Spin Dash aus dem Stand schnell mit der Spin Attack nach vorne preschen. Das dreidimensionale Gameplay von Modern Sonic orientiert sich an den Tagleveln von Sonic Unleashed und beinhaltet auf Geschwindigkeit ausgelegte Level, in denen der Spieler mit Sonic rennt, springt oder an vorgesehenen Stellen grinded. Sonic verfügt beim Springen über die Spin Attack, mit der viele Gegner bei Berührung besiegt werden können. Mit der Sprungtaste in der Luft kann die Homing Attack ausgeführt werden, mit der Sonic direkt auf Gegner in unmittelbarer Nähe zusteuert. Wieder dabei ist der Sonic Boost, mit dem Sonic noch schneller rennen kann und dabei die meisten Gegner automatisch besiegt, die dazugehörige Ring-Energy-Boost-Leiste sich jedoch leert und nur durch Ringesammeln und bestimmte Aktionen gefüllt werden kann. In entsprechenden Situationen oder speziellen Leveln müssen auch auf dem Bildschirm angezeigte Tastenkombinationen eingegeben werden und der durch Schulterbuttons einsetzbare Quick Step nach links und rechts ist in schnelleren Passagen hilfreich. Zudem sind im dafür vorgesehenen Level die Wisps aus Sonic Colours mit ihren Fähigkeiten erneut vertreten.
Der dritte Charakter kann in einem Charakter-Editor selbst erstellt werden. Zunächst legt man die Rasse fest, die jeweils unterschiedliche Vorteile mit sich bringt: Dabei hat man die Wahl zwischen Igel (nach erlittenem Schaden hat man mehr Zeit, verlorene Ringe wieder einzusammeln), Bär (besiegt Gegner mit der Wire Attack), Vogel (verfügt über einen Doppelsprung), Katze (behält nach erlittenem Schaden immer einen Ring), Hund (startet nach einem Lebensverlust immer direkt mit fünf Ringen), Hase (längere Unverwundbarkeits-Dauer nach erlittenem Schaden) oder Wolf (zieht Ringe oder andere Gegenstände in der Nähe an). Farbe, Gesichtszüge und vieles mehr können jederzeit angepasst werden und im Laufe des Abenteuers kommen immer mehr Kleidungsstücke, rein optischer Natur und von praktischem Nutzen, hinzu, mit denen der Avatar ausgestattet werden kann. Die unterschiedlichen Waffen im Spiel, die sogenannten Wispons, können zu Beginn eines Levels möglichst taktisch ausgerüstet werden. Nach dem Burst Wispon (Flammenwerfer mit hoher Reichweite) können freigespielt werden: Lightning Wispon (folgt einer Ringspur, wie der Light Dash), Cube Wispon (verwandelt Gegner in Würfel, die für Ringe zerstört werden können), Asteroid Wispon (macht bis zu sechs Gegner am Stück bewegungsunfähig), Drill Wispon (eine schnelle Attacke nach vorne), Hover Wispon (entfernt Gegner mit einer Schockwelle) und Void Wispon (Erschafft schwarze Löcher, die Gegner und Ringe einsaugen). Außerdem verfügt der Avatar jederzeit über ein Seil/eine Peitsche wie die Charaktere aus Sonic Boom: Lyrics Aufstieg, um sich an vorgesehenen Seilbahnen festzuhängen und entlang zu gleiten oder Gegner an sich heran zu holen. In den Optionen können Grafik- und Soundeinstellungen getätigt werden, die Wahl zwischen normalem oder schwierigem Schwierigkeitsgrad wird getroffen und im Theater-Modus können bisher gesehene Zwischensequenzen erneut angeschaut werden.

### Level
Das Spiel besteht aus 30 strikt aufeinander folgenden Main Stages sowie sechs optionale Secret Stages und sieben optionale Extra Stages, die alle verteilt auf den sieben Welten Green Hill, Chemical Plant, City, Death Egg, Mystic Jungle, Metropolis und Eggman Empire Fortress entweder Level oder Bosskämpfe für einen der drei Charaktere Modern Sonic, Classic Sonic oder den Avatar beinhalten. Hinzu kommen drei Stages innerhalb der genannten Welten beim „Episode Shadow“-DLC. Die Stages sind auf einer weltkugelförmigen Oberwelt frei auswählbar, sobald sie freigeschaltet wurden. Nach einer Main Stage wird die Story entweder von Form von Zwischensequenzen oder Textboxen vorangetrieben. In den 30 Main Stages sind zudem je fünf rote Ringe versteckt, die benötigt werden, um die Extra Stages freizuspielen.
| Nr. | Zone                   | Stage                | Charakter                     |
| --- | ---------------------- | -------------------- | ----------------------------- |
| 1   | Green Hill             | Lost Valley          | Sonic / Shadow                |
| 2   | Chemical Plant         | Spaceport            | Rekrut                        |
| 3   | City                   | Ghost Town           | Classic Sonic                 |
| 4   | Death Egg              | Prison Hill          | Rekrut                        |
| 5   | Death Egg              | VS. Zavok            | Sonic                         |
| 6   | Death Egg              | Egg Gate             | Sonic                         |
| 7   | Green Hill             | Arsenal Pyramid      | Sonic & Rekrut                |
| 8   | Mystic Jungle          | Luminous Forest      | Sonic                         |
| 9   | Mystic Jungle          | VS. Infinite         | Sonic                         |
| 10  | Green Hill             | Green Hill           | Classic Sonic                 |
| 11  | Green Hill             | VS. Dr. Eggman       | Classic Sonic                 |
| 12  | City                   | Park Avenue          | Rekrut                        |
| 13  | Mystic Jungle          | Casino Forest        | Classic Sonic                 |
| 14  | Mystic Jungle          | Aqua Road            | Rekrut                        |
| 15  | City                   | Sunset Heights       | Sonic / Shadow                |
| 16  | Metropolis             | Capital City         | Rekrut                        |
| 17  | Metropolis             | VS. Infinite         | Rekrut                        |
| 18  | Chemical Plant         | Chemical Plant       | Classic Sonic                 |
| 19  | City                   | Red Gate Bridge      | Sonic & Rekrut                |
| 20  | Green Hill             | Guardian Rock        | Rekrut                        |
| 21  | Chemical Plant         | Network Terminal     | Sonic / Shadow                |
| 22  | Death Egg              | Death Egg            | Classic Sonic                 |
| 23  | Metropolis             | Metropolitan Highway | Sonic / Shadow                |
| 24  | Metropolis             | Null Space           | Sonic & Rekrut                |
| 25  | Eggman Empire Fortress | Imperial Tower       | Rekrut                        |
| 26  | Eggman Empire Fortress | Mortar Canyon        | Sonic / Shadow                |
| 27  | Eggman Empire Fortress | VS. Infinite         | Sonic                         |
| 28  | Eggman Empire Fortress | Iron Fortress        | Classic Sonic                 |
| 29  | Eggman Empire Fortress | Final Judgement      | Sonic & Rekrut                |
| 30  | Eggman Empire Fortress | VS. Death Egg Robot  | Sonic, Classic Sonic & Rekrut |

## Synchronisation
Erneut wurde ein Sonic-Spiel mit japanischer, englischer, deutscher, französischer, spanischer und italienischer Synchronisation veröffentlicht. Besonders tragisch fällt dabei ins Gewicht, dass der deutsche Dr.-Eggman-Sprecher Hartmut Neugebauer bereits am 22. Juni 2017 verstarb, aber noch im fast fünf Monate später veröffentlichtem Sonic Forces in seiner letzten Rolle als Dr. Eggman zu hören war, allerdings bereits mit ungewöhnlich schwacher und gebrechlicher Stimme. Auch Dr. Eggmans japanische Stimme Chikao Ōtsuka, welcher von Sonic Adventure im Jahre 1998 bis zu seinem Tod am 15. Januar 2015 den verrückten Wissenschaftler sprach, verstarb vor der Veröffentlichung von Sonic Forces und wurde durch Kotaro Nakamura ersetzt.
| Synchronsprecher in Sonic Forces | Synchronsprecher in Sonic Forces | Synchronsprecher in Sonic Forces | Synchronsprecher in Sonic Forces | Synchronsprecher in Sonic Forces | Synchronsprecher in Sonic Forces | Synchronsprecher in Sonic Forces |
| Figur im Spiel                   | Deutscher Synchronsprecher       | Englischer Synchronsprecher      | Japanischer Synchronsprecher     | Französischer Synchronsprecher   | Spanischer Synchronsprecher      | Italienischer Synchronsprecher   |
| -------------------------------- | -------------------------------- | -------------------------------- | -------------------------------- | -------------------------------- | -------------------------------- | -------------------------------- |
| Sonic the Hedgehog               | Marc Stachel                     | Roger Craig Smith                | Jun’ichi Kanemaru                | Alexandre Gillet                 | Ángel de Gracia                  | Renato Novara                    |
| Dr. Eggman                       | Hartmut Neugebauer               | Mike Pollock                     | Kōtarō Nakamura                  | Marc Bretonnière                 | Francesc Belda                   | Aldo Stella                      |
| Infinite                         | Mario Hassert                    | Liam O’Brien                     | Takashi Kondō                    | Patrick Borg                     | Jordi Salas                      | Andrea Bolognini                 |
| Miles Tails Prower               | Anke Kortemeier                  | Colleen O’Shaughnessey           | Ryō Hirohashi                    | Marie-Eugénie Maréchal           | Graciela Molina                  | Benedetta Ponticelli             |
| Knuckles the Echidna             | Claus-Peter Damitz               | Travis Willingham                | Nobutoshi Canna                  | Sébastien Desjours               | Sergio Mesa                      | Maurizio Merluzzo                |
| Amy Rose                         | Shandra Schadt                   | Cindy Robinson                   | Taeko Kawata                     | Naïké Fauveau                    | Meritxell Ribera                 | Serena Clerici                   |
| Shadow the Hedgehog              | Klaus Lochthove                  | Kirk Thornton                    | Kōji Yusa                        | Benoît DuPac                     | Manuel Gimeno                    | Claudio Moneta                   |
| Silver the Hedgehog              | Roland Wolf                      | Quinton Flynn                    | Daisuke Ono                      | Hervé Grull                      | Masumi Mutsuda                   | Davide Albano                    |
| Espio the Chameleon              | Andreas Hofer                    | Matthew Mercer                   | Yūki Masuda                      | Antoine Nouel                    | Dani Albiac                      | Silvio Pandolfi                  |
| Charmy Bee                       | Luisa Wietzorek                  | Colleen O’Shaughnessey           | Yōkō Teppōzuka                   | Marie Millet                     | Graciela Molina                  | Emanuela Pacotto                 |
| Vector the Crocodile             | Andi Krösing                     | Keith Silverstein                | Kenta Miyake                     | Philippe Roullier                | Alfonso Vallés                   | Diego Sabre                      |
| Rouge the Bat                    | Marianne Graffam                 | Karen Strassman                  | Rumi Ochiai                      | Marie Lenoir                     | Ana Vidal                        | Jasmine Laurenti                 |
| E-123 Omega                      | Mario Hassert                    | Vic Mignogna                     | Taiten Kusunoki                  | Luc Boulad                       | Jordi Salas                      | Marco Pagani                     |
| Zavok                            | Klaus Lochthove                  | Travis Willingham                | Jōji Nakata                      | Benoît Allemane                  | Miguel Ángel Jenner              | Gianni Gaude                     |
| Orbot                            | Romanus Fuhrmann                 | Kirk Thornton                    | Mitsuo Iwata                     | Tony Marot                       | Alberto Vilar                    | Massimo Di Benedetto             |
| Cubot                            | Matthias Horn                    | Wally Wingert                    | Wataru Takagi                    | Benjamin Pascal                  | Xadi Mouslemeni Mateu            | Luca Sandri                      |

## Entwicklung
Nach dem Erfolg von Sonic Generations im Jahre 2011 entschied man sich langfristig für einen Nachfolger mit dem Entwicklungstitel Sonic Generations 2, in dem es statt zuvor zwei dann insgesamt drei verschiedene Sonic-Varianten geben sollte. Der „dritte Sonic“ mit neuer, optischer Gestalt und Fähigkeiten sollte jedoch zunächst vollumfassend ein eigenes Franchise mit Spielen aufbauen, damit dieses in Sonic Generations 2, später Sonic Dimensions und schließlich Sonic Forces genannt, vertreten sein sollte. Um sich von den anderen Sonic-Spielen ausreichend zu unterscheiden, sollte sich ein anderes Entwicklerstudio um das neue Sonic-Universum kümmern, damit frische und eigene Ideen abseits des Sonic Team eingebaut werden könnten. Die Wahl fiel dabei auf das Studio Big Red Button, welche ihr eigenes, neues Sonic-Spiel Sonic Synergy, später Sonic Boom: Lyrics Aufstieg, erstellen sollten, damit die Sonic-Figur dieses Spiels dann noch später in Sonic Forces dazu treten könnte. Während die Entwicklung an Sonic Boom begann, sollte auch das Sonic Team versuchen, neue Gameplay-Ideen umzusetzen und parallel ein weiteres neues Sonic-Spiel zu entwerfen: Sonic Lost World. Erst im Anschluss daran begannen die Arbeiten an Sonic Forces mit dem Decknamen Project Sonic 2017. Aufgrund des Misserfolgs des Sonic Boom-Franchises wurde Sonic Forces im Jahre 2017 dann schließlich sogar ohne den Boom-Sonic veröffentlicht, seine Gameplay-Passagen und Fähigkeiten übernahm letzten Endes ein Custom Character aus einem frei einstellbaren Charakter-Editor.
Das Sonic Team wollte Dr. Eggman wieder gefährlicher und ernstzunehmender darstellen als in Sonic Lost World und vor allem im Vergleich zum Sonic Boom-Franchise. Die Idee, dass Dr. Eggman bereits 99 % des Planeten erobert habe und sich ein kleiner Widerstand in einer etwas dunkleren Welt dagegen wehrt, stand relativ schnell fest. Der neue Bösewicht Infinite sollte eine gewisse Bedrohlichkeit ausstrahlen und nahm sich Mephiles aus Sonic the Hedgehog (2006) zum Vorbild. In der Entwicklung des Charakter-Editors war auch ein Drache als Rasse geplant, der jedoch verworfen wurde.
Sonic Forces wurde anlässlich des 25-jährigen Jubiläums zusammen mit Sonic Mania am 22. Juli 2016 auf der Comic-Con 2016 erstmals vorgestellt. Es wurde auch direkt gezeigt, dass Modern Sonic und Classic Sonic wie in Sonic Generations zusammenarbeiten. Am 16. Mai 2017 wurde der Charakter-Editor und der Avatar als dritter Held des Spiels in einem eigenen Trailer enthüllt. Der Trailer zur E3 2017 am 13. Juni 2017 zeigte zudem, dass die ehemaligen Widersacher Metal Sonic, Chaos, Shadow und Zavok zurückkehrten und neben dem neuen Kontrahent namens Infinite eine Rolle spielen. Am 31. August 2017 wurde angekündigt, dass das Spiel am 7. November 2017 für alle genannten Plattformen PlayStation 4, Xbox One, Nintendo Switch und Steam in Nordamerika und Europa erscheinen würde. Nach Release folgte das kostenlose „Episode Shadow“-DLC. Ebenfalls zum Download verfügbar war das Sega/Atlus Pack mit Kleidung und Designs für den Charakter-Editor mit Elementen aus den Spieleserien Jet Set Radio, Persona 5, Puyo Puyo, Super Monkey Ball und Nights into Dreams …. Ab dem 25. November 2017 (bzw. 27. November 2017 in Japan) konnte man sich das „Sanic“-T-Shirt als Outfit für seinen Avatar herunterladen. Als letztes erschien am 22. Dezember 2017 das Super-Sonic-Add-On, mit welchem sich Modern Sonic und Classic Sonic und Stages (nicht in Bosskämpfen) in ihre Super-Formen verwandeln können. Es wurde angekündigt, dass dieses Add-On bis zum 23. Januar 2018 kostenlos verfügbar sei. Nach Kritik an dieser Entscheidung bleib das Super-Sonic-Add-On dauerhaft kostenlos.
Hauptverantwortlich für den Soundtrack waren erneut Tomoya Ohtani und Naofumi Hataya. Das Main-Theme „Fist Bump“ wurde geschrieben und gesungen von Douglas Robb der US-amerikanischen Rockband Hoobastank. Der Endingsong „The Light of Hope“ wurde von Amy Hannam gesungen. Es erschienen drei offizielle Soundtrack-Alben zum Spiel Sonic Forces Original Soundtrack – A Hero Will Rise, Sonic Forces Vocal Traxx – On The Edge und Sonic Forces Hi-Res Collection.

## Neuveröffentlichungen
Es existieren derzeit insgesamt vier verschiedene Bundles mit Sonic Forces für vier verschiedene Systeme. Das 2 Hits Pack: Sonic Forces / Puyo Puyo Tetris enthält Sonic Forces sowie Puyo Puyo Tetris und erschien am 5. Januar 2018 für die Nintendo Switch offiziell in Europa, offenbar allerdings nicht in Deutschland, jedoch mindestens in Großbritannien. Das Sonic Forces & Sonic Mania Plus Double Pack enthält Sonic Forces sowie Sonic Mania Plus und erschien am 23. November 2018 weltweit für PlayStation 4, Xbox One, Nintendo Switch und PC. The Ultimate Sonic Bundle enthält Sonic Forces, Sonic Mania sowie Team Sonic Racing und erschien am 21. November 2019 nur in Nordamerika für Xbox One sowie PC. Es sollte nicht verwechselt werden mit dem Sonic the Hedgehog: Ultimate Bundle für Steam, welches am 13. Februar 2020 erschien und in dem Sonic Forces nur eines von insgesamt 17 Sonic-Spielen darstellt.
| Name                                         | Inhalt                                                    | Releasedatum      | Region           | System                                       |
| -------------------------------------------- | --------------------------------------------------------- | ----------------- | ---------------- | -------------------------------------------- |
| 2 Hits Pack: Sonic Forces / Puyo Puyo Tetris | Sonic Forces, Puyo Puyo Tetris                            | 5. Januar 2018    | Teile von Europa | Nintendo Switch                              |
| Sonic Forces & Sonic Mania Plus Double Pack  | Sonic Forces, Sonic Mania Plus                            | 23. November 2018 | weltweit         | PlayStation 4, Xbox One, Nintendo Switch, PC |
| The Ultimate Sonic Bundle                    | Sonic Forces, Sonic Mania, Team Sonic Racing              | 21. November 2019 | Nordamerika      | Xbox One, PC                                 |
| Sonic the Hedgehog: Ultimate Bundle          | Sonic Forces, Sonic Mania, Team Sonic Racing + 14 weitere | 13. Februar 2020  | weltweit         | Steam                                        |

## Rezeption
Sonic Forces wurde von Fachpresse und Community überwiegend mäßig aufgenommen. Es wurde positiv hervorgehoben, dass es sich um ein technisch einwandfreies Spiel handelte, im Gegensatz zum Negativbeispiel Sonic Boom: Lyrics Aufstieg. Auch der Soundtrack wurde durchweg gelobt. Größtes Manko stellte für viele jedoch die recht kurze Spieldauer von etwa drei Spielstunden dar. Auch die Steuerung, die Story, Leveldesign und der allgemeine teils fehlende Spielspaß wurden als Kritikpunkte benannt. Durch die Veröffentlichung des hochgelobten Sonic Mania wenige Monate zuvor sahen viele Spieler die 2D-Level in Sonic Forces als vergleichsweise belanglos an.

„Ich bin enttäuscht, dass mein Turbo-Igel schon wieder nur die Hacken der Konkurrenz sieht! Vom 2006er-Unfall Sonic the Hedgehog abgesehen, ist Forces sogar die schwächste Episode von Sonic Team – auch die qualitativ ambivalenten Teile – Unleashed und Lost World machten mir mehr Freude. Sonic Forces bietet zwar ein paar berauschend inszenierte Highspeed-Passagen, doch der spielerische Anspruch bleibt fast immer auf der Strecke. Dazu kommen spaßbefreite Bosskämpfe mit unter anderem Metal Sonic, schlecht austarierte ‚Wispon‘-Fähigkeiten sowie unlustig-uncoole Zwischensequenzen, bei denen die Stimmen der Charaktere viel zu leise abgemischt sind. Der passable Charakter-Editor und das gelungene Stage-Potpourri reißen da auch fast nichts mehr heraus.“

„Nach dem Totalausfall Sonic Boom sollte alles besser werden. Mit voller Mannstärke machte sich das Sonic Team an die Entwicklung zwei neuer Abenteuer. Sonic Mania, welches vor ein paar Monaten erschien, machte Hoffnungen auf tolle neue Spiele mit dem blauen Igel. Doch trotz allem, ist Sonic Forces kein gutes Spiel geworden. Die drei Helden steuern sich schwammig, die Level fallen kurz aus und sind obendrein nicht gerade zahlreich. Dass der blaue Igel schnell ist, wissen wir, aber dass seine Spiele ebenfalls so schnell vorbei sind, ist eher ungewöhnlich. Sonic Forces ist nicht der schlechteste Ableger der Reihe. Technisch zwar nicht immer auf der Höhe, aber mit einigen netten Momenten und guter Musik. Aber die durchaus positiven Voraussetzungen machen das Spiel zu einer Enttäuschung für Fans wie mich.“

„Was man im Vorfeld von Sonic Forces zu sehen bekam, hat mich eher kaltgelassen. Während des Spielens wurde ich jedoch positiv überrascht. Zwar begeistert mich Sonic Forces nicht wirklich, doch eine angenehme Spielerfahrung war es allemal. Mit Modern Sonic durch die Level zu rasen, die verschiedenen Waffen des Avatars auszuprobieren oder mit Classic Sonic die altbekannten Platformer-Passagen zu durchstreifen, ließ das ‚Nur-noch-ein-Level‘-Gefühl aufkommen, wodurch ich das Spiel in zwei Tagen schon durch hatte. Da wurde mir jedoch bewusst, wie wenig Umfang Sonic Forces doch eigentlich bietet – es hätte gerne mehr sein können. Nach etwa 6,5 Stunden war ich mit der Story fertig. Das ist einfach viel zu kurz! Das Gebotene macht sicherlich Spaß und bringt einen rasanten Geschwingkeitsrausch [sic]. Auch auf der Nintendo Switch. Die technische Umsetzung liegt hinter den Konsolenversionen für PS4 und Xbox One, dies tut dem Spielspaß aber keinen besonderen Abbruch. Die geringeren FPS merkt man dem Spiel überhaupt nicht an. Das Spielgeschehen läuft stets flüssig. Einzig auf dem grafischen Niveau merkt man einige Abstriche. Sonic Forces wurde wirklich eher für Sonic-Fans konzipiert, aber auch Newcomer der Reihe – wie ich es einer bin – können mit Sonic Forces durchaus spaßige Momente erleben. Es ist ein solides Spiel, aber keinesfalls der erhoffte Sonic-Hit.“

Bisher hat Sega keine offiziellen Verkaufszahlen zu Sonic Forces genannt.